# Банари
Банари (банар, багнар, бана, в'єт. Ba Na) – народ у В'єтнамі, належить до числа гірських кхмерів. Живуть на Центральному нагір'ї Тейнгуєн (в'єт. Tây Nguyên), в провінціях Зялай, Контум, Біньдінь і Фуєн.

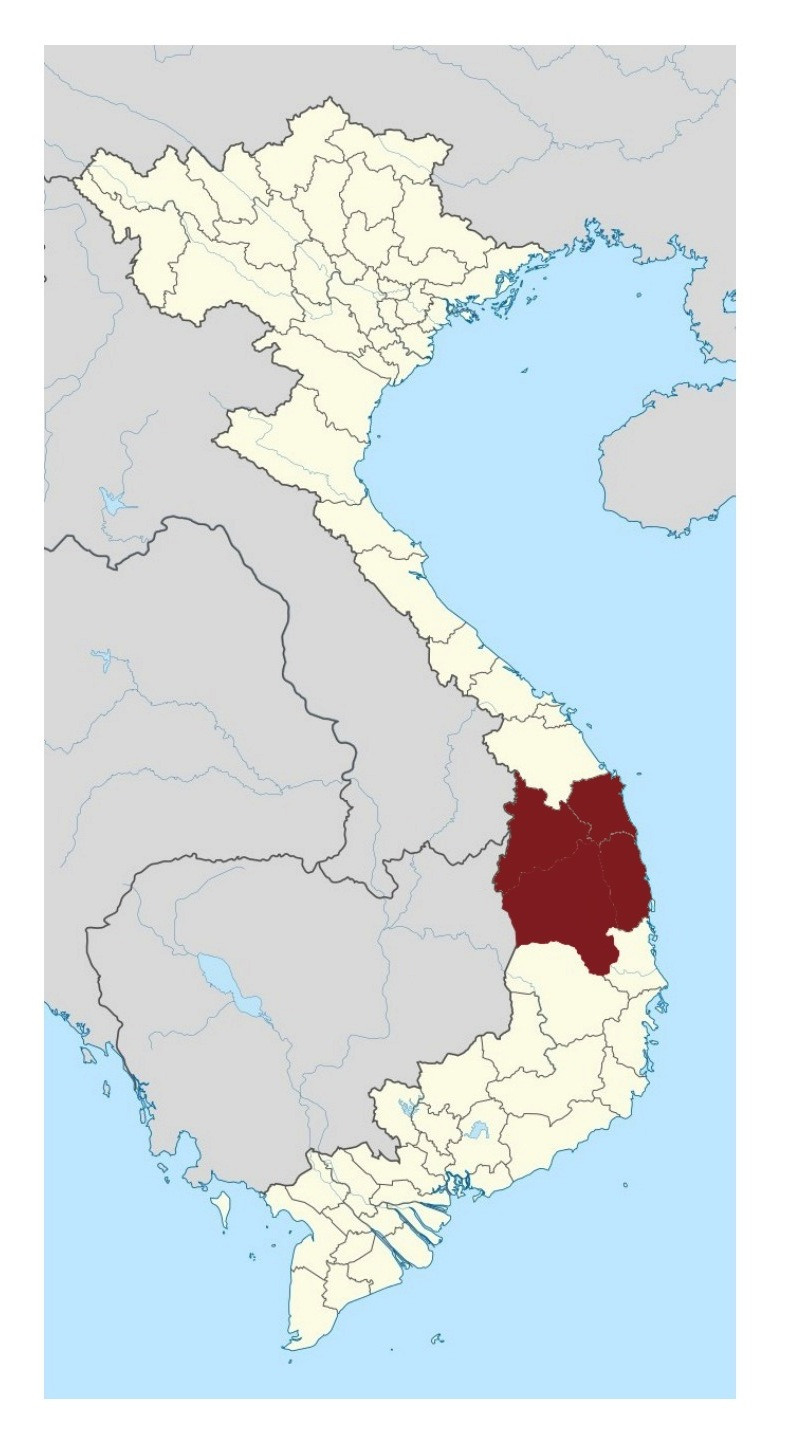
В'єтнамські провінції, в яких проживають банари

Банари є давніми мешканцями цього гірського краю. Вони створили унікальну місцеву культуру та власну соціокультурну ідентичність.
Чисельність банарів, за переписом 2009 року, становила 227 716 осіб, у тому числі 150 416 у провінції Зялай, 53 997 у провінції Контум, 18 175 у провінції Біньдінь, 4 145 у провінції Фуєн.
Включають субетнічні групи ронгао (Ro Ngao), голар (Go Lar), зьоланг (Gio Lang, Y Lang, Ro Long), бонам (Bo Nam), толо (To Lo), крем (Krem), алаконг (A La Cong, Ala Kong) та ін.

## Мова
Говорять банарською мовою, яка належить до банарської гілки австроазійських мов. Кожна субетнічна група користується власним діалектом.
Банарська мова використовується на радіо, включена до програми навчань в початкових школах в провінціях Контум і Зялай.
Писемність для банарської мови була створена в першій третині XX ст. на базі латиниці, але вона має обмежене використання.
Поширена також в'єтнамська мова.
Рівень писемності: банарською 10-30 %, в'єтнамською 50-75 %

## Господарство
Основне заняття банарів — землеробство. Традиційно використовували підсічно-вогневий метод обробки землі. На схилах невисоких гір та пагорбів розчищали та засівали поля, а черед певний час залишали їх під паром і переходили на нові ділянки землі. На початку XX ст. почали вирощувати вологий рис на заливних полях. Рівень землеробства у банарів є вищим, ніж у більшості інших гірських кхмерів. Вирощують рис, кукурудзу, батат, просо, індиго, коноплі, тютюн, овочі. Частина продукції йде на продаж.
Займаються також садівництвом, тваринництвом (буйволи, бики, кози, домашня птиця), мисливством і збиральництвом.

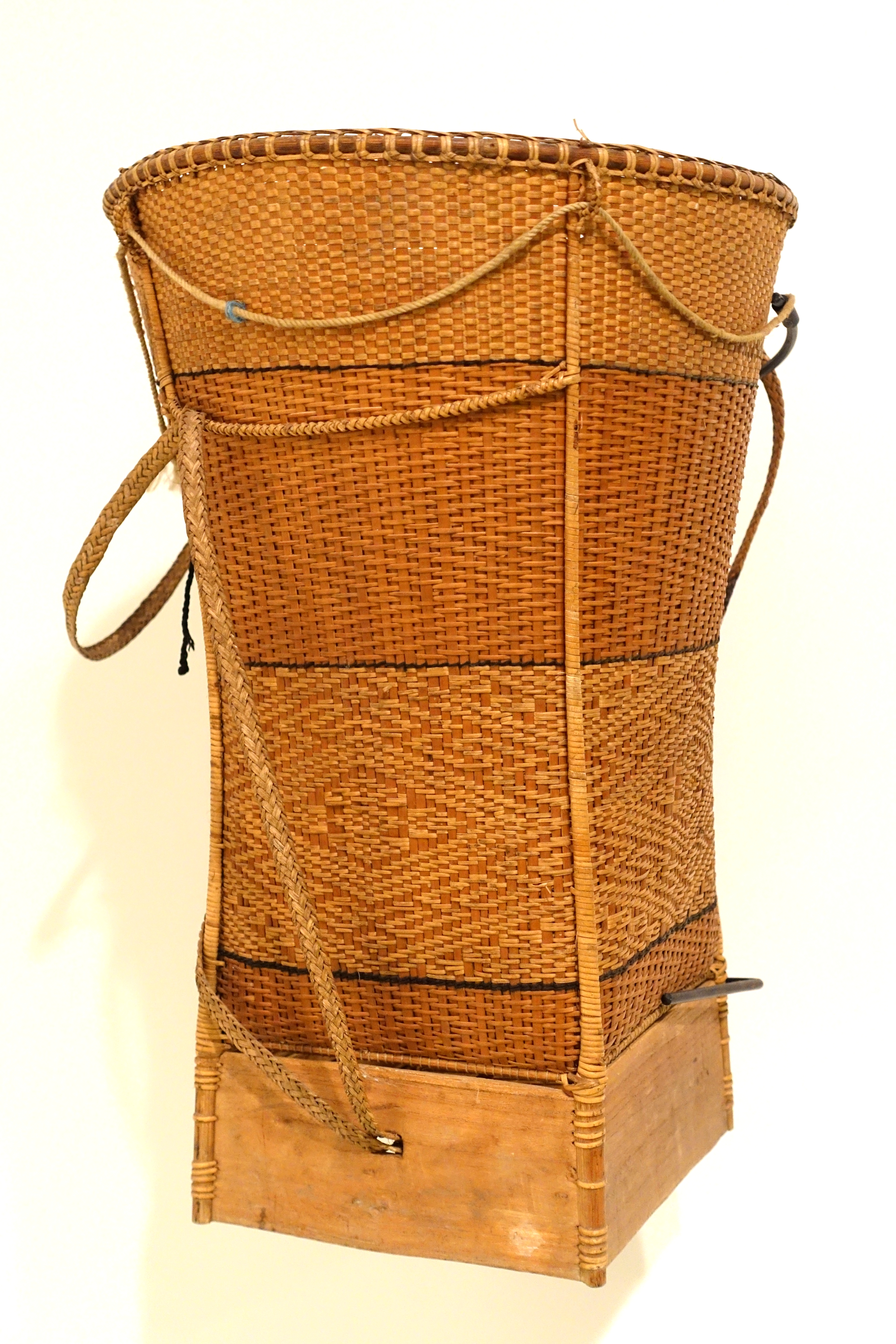
Банарський кошик

Ремесла розвинуті слабко. Здавна банари торгували з чамами, а згодом із в'єтнамцями й отримували від них всі потрібні вироби. Певного розвитку набули плетіння, ткацтво, гончарство, ковальство.
Для перенесення речей і вантажів використовують своєрідні рюкзаки (гуй), плетені з бамбука або ротанґа. Гуй має безліч типів і розмірів, але, коли його виплітають, зазвичай дотримуються традиційних зразків.

## Поселення
Банарські села оточені частоколом. Жило ставлять на палях.

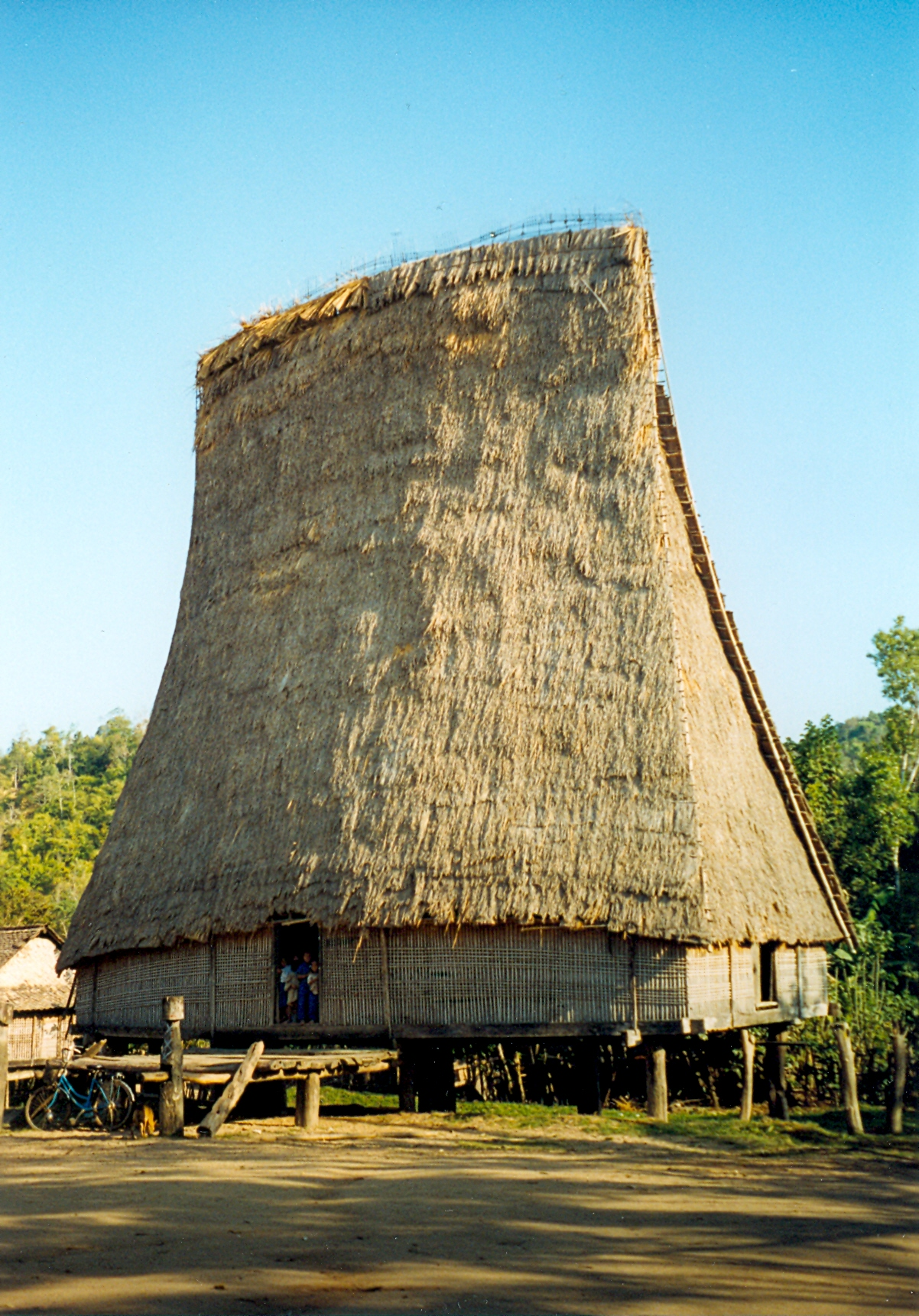
Банарська громадська хата ронг в селі Конкоту

У центрі села зазвичай стоїть ронг — велика громадська хата, що є центром суспільного й церемоніального життя громади. Ронг може бути висотою до 30 метрів, дах у нього злегка вигнутий. Тут проводять народні зібрання, традиційні церемонії, судові слухання, навчання юнаків тощо.
Інші хати стоять навколо ронгу. Часто їх прикрашають геометричним малюнком. Дах криють соломою або черепицею.

## Соціальна організація
Банари об'єднані в сільські громади.
Сім'я мала, відлік спорідненості ведеться як за батьківською, так і за материнською лінією. В соціальній організації народу відчуваються залишки матріархату. Спорідненість за материнською лінією у банарів вважається важливішою. Після одруження молоді йдуть жити в хату дружини. Згодом молода сім'я зазвичай заводиться власним житлом і живе окремо. Шлюб моногамний.
Суспільство поділяється на багатих, бідних і слуг.
Юнаки отримують традиційну освіту під керівництвом наставників з числа старших односельчан. Заняття проводяться в ронзі. Тут молодь навчається професійним навичками, правилам сімейного життя, вивчає банарську історію та суспільні цінності громади.

## Побут

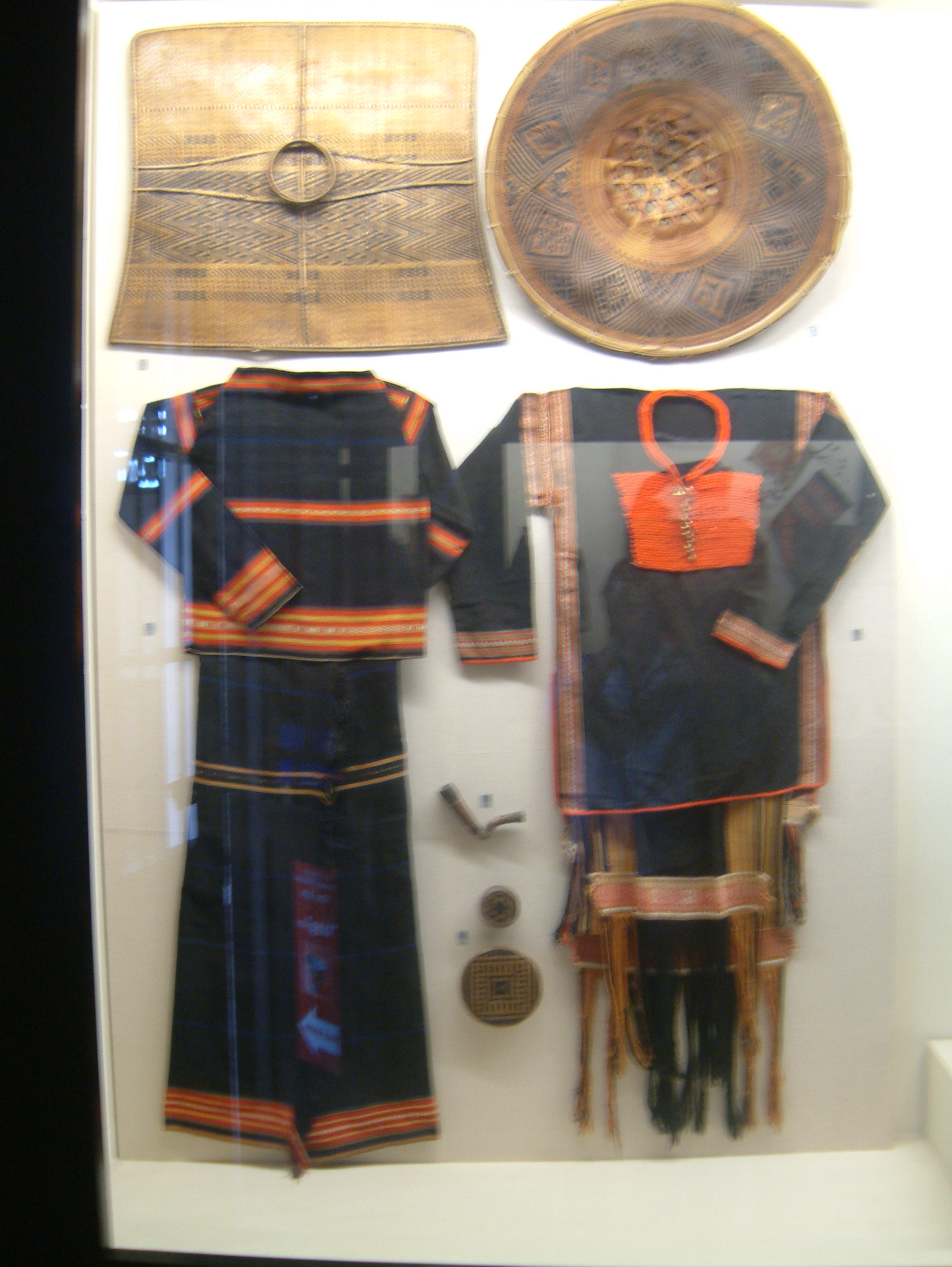
Жіночий і чоловічий традиційні банарські костюми

Традиційний чоловічий одяг складають пов'язка на стегнах з торочкою і вишивкою і безрукавка, жінки носять довгі спідниця з вишивкою і кофти. Як прикраси використовують численні намиста, браслети, серги, каблучки.
Характерним є звичай підпилювання і чорніння зубів.
Основна їжа — страви з рису, батату, маніоку та овочів. М'ясо їдять на свята.
Померлих ховають у спеціальних сімейних поховальних хатинках, які прикрашають вишуканим різьбленням. Тут також знаходяться дерев'яні статуї, гонги, кухлі для вина та інше сімейне майно.

## Вірування
Традиційна релігія банарів — анімізм з елементами тотемізму, відправляють аграрні культи. Баньян та фікус мають для них релігійне значення.
Частина народу була навернена на християнство.
Коли дитині виповнюється місяць, з нею проводять церемонію офіційної посвяти в члени сільської громади. Церемонія полягає в проколюванні мочок вух. Якщо помирає хтось без такого отвору у вусі, вважається, що він потрапляє в країну мавп, якою править чорновуха богиня Дуйдай.

## Культура
Банари мають багатий фольклор (міфи, легенди, казки, героїчний епос), особливо музичний. Унікальними є банарські довгі вірші та народні казки, традиційні твори, які є важливою частиною культурної спадщини В'єтнаму. Дуже популярні народні пісні, основні стилі виконання: гмон і рой. Банарські музичні інструменти включають ударні, духові та струнні. Популярні традиційні танці виконують під час проведення урочистих заходів та календарних свят.
Серед популярних ігор: квач (друдра), перетягування канату, метання каменів, гра в м'яч, коли б'ють по ньому ногою, підкручуючи вгору, кханг.
Банари зберігають власний традиційний календар, який складається з десяти місяців сільськогосподарських робіт і ще двох місяців, відведених для особистих та громадських справ, серед яких одруження, ткацтво, купівля та продаж продуктів харчування та виробів, проведення свят і церемоній.